# Afrique du Sud aux Jeux olympiques de 1904

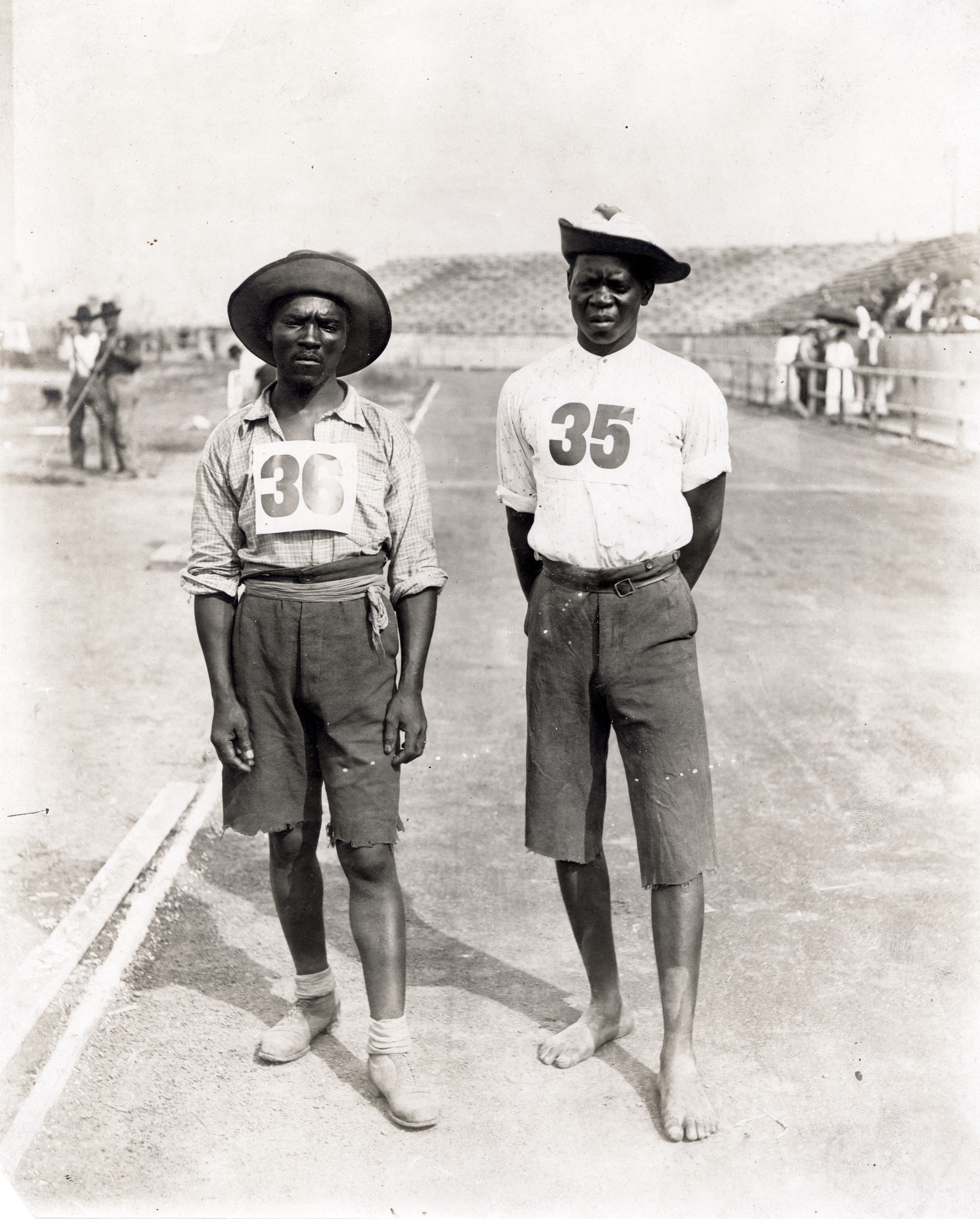
Lean Tau et Jan Mashiani aux jeux olympiques de 1904.

L'Afrique du Sud participe aux Jeux olympiques de 1904 à Saint-Louis dans des circonstances assez particulières.
En 1904, il n'existe pas encore de nation unifiée sous ce nom. Les colonies britanniques du Cap, du Natal, de la rivière Orange et du Transvaal n'envoient d'ailleurs pas de délégation aux États-Unis et ne possèdent pas encore de Comité national olympique. Ce dernier, le SANOC, ne naîtra qu'en 1908, pour les Jeux de Londres.
Les IIIe Jeux olympiques font partie intégrante d'une Foire mondiale (en anglais World's Fair) qui célèbre la vente de la Louisiane et la Journée des trois drapeaux et les différentes épreuves olympiques sont parsemées parmi les nombreuses attractions de la foire, entre le 1er juillet et le 23 novembre 1904. Seulement 13 nations ont fait le voyage pour un total de 625 athlètes. En raison du manque d'intérêt des autres nations, les organisateurs invitent n'importe qui présent à la Foire mondiale à participer aux jeux.
Une des attractions de la Foire était une revue intitulée « Anglo-Boer War Historical Libretto ». Cette revue mettait en scène des aspects de la guerre des Boers (1899-1902). Le clou du spectacle était la reddition du général Boer Piet Cronje à Lord Roberts lors de la bataille de Paardeberg, avec Cronje jouant son propre rôle.
Deux des travailleurs de ce spectacle étaient Len Taunyane et John ou Jan Mashiani qui étaient avec le général Cronje durant ladite guerre, comme porteurs de messages, et sans doute auparavant. Avec leur général et 5 000 soldats Boers ils avaient été faits prisonniers de guerre et déportés à Sainte-Hélène. À la fin de la guerre, Tau et Mashiani avaient été réunis avec Cronje et ces derniers l'accompagnèrent aux États-Unis. Ils furent inscrits à l'épreuve du marathon, sous les noms de Lentauw et de Yamasani, sans doute en raison du fait qu'ils ne savaient pas écrire, les organisateurs ayant transcrit ainsi leurs noms et également considérés comme Zoulous, sans doute parce qu'ils étaient Noirs et venaient d'Afrique du Sud. Or, parmi ce peuple, ces noms sont inconnus. Ce n'est que bien plus tard que des historiens, en redécouvrant un vieux journal local, purent reconstruire les faits. Dans cette coupure, Len Tau indique au journaliste que dans son pays il est appelé « lion ». Le mot tswana pour lion est justement tau. En tenant compte que Piet Cronje venait de la province du Nord-Ouest et que dans cette province la quasi-totalité des indigènes sont tswana, cela confirmerait que Tau n'était pas Zoulou. Len Tau qui courait nu-pieds termine 9e tandis que Masiani arrive 13e. Ce n'étaient pas seulement les premiers Sud-Africains mais également les tout premiers athlètes nés en Afrique à participer aux Jeux olympiques. Il est dit qu'ils furent, l'un ou les deux selon les versions, poursuivis par un chien errant pendant la course.
En plus des deux marathoniens Tswanas, les colonies britanniques sont représentées par une équipe Boer de tir à la corde, éliminée dès le premier tour, et par un autre marathonien Boer qui ne termine pas la course, en tout huit athlètes.